# Степанець Григорій
Григо́рій Степане́ць (8 квітня 1938 , Вінниця  — 24 жовтня 2022 , Редмонд, Вашингтон ) — український і американський математик, фізик, хімік, програміст.

## Біографічні відомості

### Життєпис
Народився 1938 року у Вінниці. Батько воював у Другій світовій війні і у жовтні 1941 року був убитий німецькими військовими. До закінчення війни родина перебувала в евакуації на Уралі. Після її закінчення родина повернулися до Вінниці, де Григорій у 1955 році закінчив школу № 4 з золотою медаллю.
У 1955 році він поступив до Московського державного університету імені М. В. Ломоносова, де отримав ступені магістра з математики, магістра з хімії та кандидата наук з фізичної хімії.
Працював у Центральній геофізичній експедиції (ЦГЕ, м. Москва), звідки у 1980-их роках був звільнений радянською владою за те, що підписав листа на підтримку дисидентів.
У 1989 році емігрував до США. Працював програмістом у компанії Microsoft Corporation.
Помер 24 жовтня 2022 року в Редмонді, штат Вашингтон.

### Науковий доробок
17 квітня 1997 року Григорій Степанець та Рафаель Лисиця, будучи співробітниками Microsoft Corporation, подали заявку на патент і 7 травня 2002 року запатентували техніку декодування кодів даних змінної довжини (анг. Technique for decoding variable length data codes). Цю технологію можна використати для мінімізації етапів обробки даних на комп'ютерах, а також для систем факсимільного копіювання.
Степанець вільно володів українською, російською, англійською, німецькою, італійською. Переклав декілька книжок.

### Родина
Дружина Алла, з якою Григорій познайомився 1959 році, померла 23 жовтня 2022 року у віці 85 років.
У Григорія і Алли залишилися донька Мілана, онук і правнук.

## Цікаві факти
- 15 листопада 2022 року, відповідно до заповіту Григорія Степанця, 1 мільйон доларів США дістався у спадок генералу Валерію Залужному. 5 січня 2023 року генерал Залужний перерахував отриманий спадок на спецрахунок[11] Національного банку України для збору коштів на потреби ЗСУ.[12][3][13]
- Український католицький університет офіційно підтвердив, що отримав 2 мільйони доларів США як благодійний внесок відповідно до заповіту Григорія Степанця.[14][15]
- В українських ЗМІ, з посиланням на заяву Борислава Берези, повідомлялося про те, що Києво-Могилянська академія отримала 2 мільйони доларів США та ЦАХАЛ отримав 1 мільйон доларів США у вигляді благодійних внесків відповідно до заповіту Григорія Степанця, проте офіційних коментарів ні від Києво-Могилянської академії, ні від ЦАХАЛу не було.[16][17][18][19]
- Також у ЗМІ була інформація про те, що згідно заповіту Григорія Степанця,  по 10тис. дол. США отримав кожен учасник гурту "Хорея Козацька"